# Витковский, Станислав
Станислав Юзеф Витковский (пол. Stanisław Józef Witkowski; 2 марта 1866, Андрыхув, Австрийская империя — 2 октября 1950, Варшава, ПНР) — польский классический филолог, профессор Львовского университета, первый польский исследователь папирусов, основатель польской папирологии.

## Биография
Сын землевладельца Кароля и его жены Марии (в девичестве Пашек). Окончив с отличием гимназию в Вадовице, в 1887 году поступил в Ягеллонский университет, где изучал классическую и славянскую филологию. Затем обучался также в Берлинском и Гёттингенском университетах. В 1893 году получил степень доктора филологии Ягеллонского университета. Преподавал древние языки в гимназиях. В 1898 году защитил хабилитацию в Львовском университете. В 1902 году получил степень экстраординарного профессора, в 1905 году — ординарного. Интересовался папирологией, эллинистикой, польско-латинской литературой, историей Древнего Рима. Работа Historjografia grecka i nauki pokrewne (1930) — первый европейский синтез греческой историографии. В 1902—1909 годах был главным редактором литературного журнала Eos. Был членом Научных обществ в Кракове (с 1914), Львове (с 1920) и Варшаве (с 1945). В 1929 году награждён Командорским крестом ордена Возрождения Польши.
Среди его студентов были: Андржей Гавроньский, Тадеуш Котарбиньский, Францишек Смолька.

## Произведения
- Jan z Wiślicy. Jego życie i pisma (1891)
- Stosunek «Szachów» Kochanowskiego do poematu Vidy «Scacchia ludus» (1892)
- Homer i Troja (1893)
- Nowoodkryty poeta grecki Herondas i jego utwory (1893)
- Życie greckie w Egipcie w epoce Ptolemeuszów według papirusów greckich (1893)
- Nowe odkrycia w dziedzinie muzyki greckiej (1895)
- Prodromus grammaticae papyrorum Graesarum aetatis Lagidarum (1895)
- Udalryk Wilamowitz-Moellendroff i działalność w zakresie filologii starożytnej (1895)
- Ad Herodam (1896)
- Sofoklesa «Antygona» a Shelleya «Rodzina Cencich» (1904)
- Istota powstania Koine (1905)
- Autorowie greccy, znalezieni po roku 1891 (1910)
- O pisownię wyrazów obcych. Fajdon czy Fedon? Feidjas czy Fidiasz? (1911)
- Studia nad Homera «Dolomeia» (1917)
- Lekarz Mikołaj z Polski (1919)
- Tragedia grecka (1930, dwa tomy)
- Historyczna składnia grecka na tle porównawczym (1936)
- Państwo greckie (1938)
- Kleopatra (1939)
- Utwór Diderota źródłem «Zemsty» (1950)